# Modulace (hudba)
Modulace je změna stávající modality (tóniny) do jiné. Účinek modulace závisí na trvání přechodu k nové modalitě a na míře impulzu. Největšího impulzu se dosáhne transpozicí modality o půltón.
Rozlišujeme dva základní druhy modulace:
- změna modality při zachování struktury.
- deformace modality, tj. změna modalitní struktury, a to jak se současnou změnou tóniky, tak bez změny.

Z hlediska hudební harmonie pak rozlišujeme:
- modulaci diatonickou
  - modulace z tóniny dur do vyšší dur
  - modulace z tóniny dur do nižší dur
  - modulace z tóniny dur do moll
  - modulace z tóniny moll do dur
  - modulace z tóniny moll do moll
  - modulace neapolským sextakordem
- modulaci chromatickou
- modulaci enharmonickou,

a modulace do tónin:
- blízkých, či vzdálených – vzdáleností se rozumí rozdíl v množství křížků či bé v předznamenání tónin
- stejnojmenné – (např. F-dur – f-moll)
- paralelních – to jsou takové, které mají stejný počet křížků či bé.

Modulace ve vlastním smyslu probíhá z jedné tóniny do druhé pomocí průchodných tónů či akordů, tj. těch, které jsou společné výchozí i cílové tónině. Náhlý přechod z jedné tóniny do druhé bez takových zprostředkujících prvků se nazývá tonální skok.